# The Pretty Reckless
The Pretty Reckless é uma banda norteamericana de metal alternativo, formada em Nova Iorque, no ano de 2009. Os atuais membros são Taylor Michel Momsen (vocais, guitarra), Ben Phillips (guitarra, backing vocal), Mark Damon (baixo) e Jamie Perkins (bateria).
Seu álbum de estreia, Light Me Up, foi lançado em agosto de 2010 no Reino Unido. Eles lançaram seu primeiro single em 13 de Maio de 2010. O álbum gerou três singles de sucesso moderado e seu mais notável, "Make Me Wanna Die", liderou em primeiro lugar no UK Rock Chart após o lançamento. A banda lançou seu segundo EP, intitulado Hit Me Like a Man no início de 2012, juntamente com dois novos vídeos de música de canções previamente ouvido em seu esforço de estréia. Estes lançamentos coincidiram com sua segunda turnê. Em 2014, a banda lançou seu segundo álbum de estúdio, Going to Hell, que foi precedido por singles, Going to Hell e Heaven Knows e "Messed Up World". Os singles "Heaven Knows" e "Messed Up World" liderou o topo da Billboard (Mainstream Rock) nos Estados Unidos e do Reino Unido, tornando-a única banda liderada por uma mulher bater No.1 em uma parada de rock com dois singles.
A banda embarcou em uma turnê mundial em 2010, em apoio do seu álbum de estréia, Light Me Up Tour, que foi concluída em março de 2012. Quatro dias após o final de sua primeira turnê, que embarcou em sua segunda turnê, The Medicine Tour, onde apareceu como um ato de apoio para Marilyn Manson e Evanescence.

## História

### Formação
Durante dois anos 2007 e 2008, a cantora e guitarrista Taylor Momsen trabalhou com vários produtores antes de conhecer Kato Khandwala. Momsen disse que ela gostava Khandwala porque ele era um produtor de rock, em oposição a um produtor pop. Khandwala introduziu Momsen para Ben Phillips e os três começaram a escrever músicas juntos. Eles sentiram que tinha batido em cima de um som autêntico para ela.
Ben Phillips disse:
| “ | Os três de nós tem um gosto musical semelhante, por isso foi fácil de encontrar essa visão singular. Kato e eu trabalhamos muito duro para ajudar Taylor alcançar seu potencial, porque pudemos ver a quão talentosa ela é direita fora do bastão. Ela entrou na cabine de voz e começou a cantar e nós se viramos para o outro e disse, "Santo cagado, ela é muito foda". Sua voz foi surpreendente. Assim, muitos artistas nos dias de hoje deixar suas vozes sejam desconcertados por computadores. Taylor não faz isso. Ela não precisa. Ela pode entrar em uma sala e chutar o seu traseiro. | ” |

Três músicos anônimos foram contratados para formar a banda com Momsen. A banda foi originalmente chamada The Reckless, mas teve que mudar o nome devido a problemas de marca registrada. A banda tocou seu primeiro concerto em 5 de maio de 2009, no The Annex em Nova Iorque. Depois de sete concertos a formação da banda foi mudado. A nova formação da banda consistia de Momsen com John Secolo (guitarrista) Matt Chiarelli (baixo) e Nick Carbone (bateria). O segundo line-up da banda também tocou seu primeiro concerto no The Annex em 3 de junho de 2009. Eles gravaram algumas demos no início de 2009 e eles abriram para o The Veronicas em sua turnê norte-americano. Em 2010 Secolo, Chiarelli e Carbone deixou a banda.
No momento, Taylor Momsen é a vocalista e guitarrista, com Ben Phillips na guitarra, Mark Damon no baixo e Jamie Perkins na bateria, todos os quais tocava na banda Famous no início dos anos 2000.
Momsen declarou em uma entrevista com à OK! Magazine que a banda assinou com a gravadora Interscope Records e iria lançar seu álbum de estréia em 2010.
Durante período de 2009, após assinado com a gravadora Interscope vário demos do CD da banda saíram. A primeira demo "Zombie" saiu em Outubro também no mesmo mês outra demo vaza, "He Loves You" que foi publicado em seu Myspace. Em maio a demo da canção "Blender" vaza, logo depois no final de dezembro vaza Make Me Wanna Die. Todas as canções foram confirmadas pela gravadora Interscope Records, e também por Taylor Momsen como oficial. Sem data de vazamento a música "Superhero" também foi disponível em versão de estúdio pelos campos da internet.

### The Pretty Reckless EP

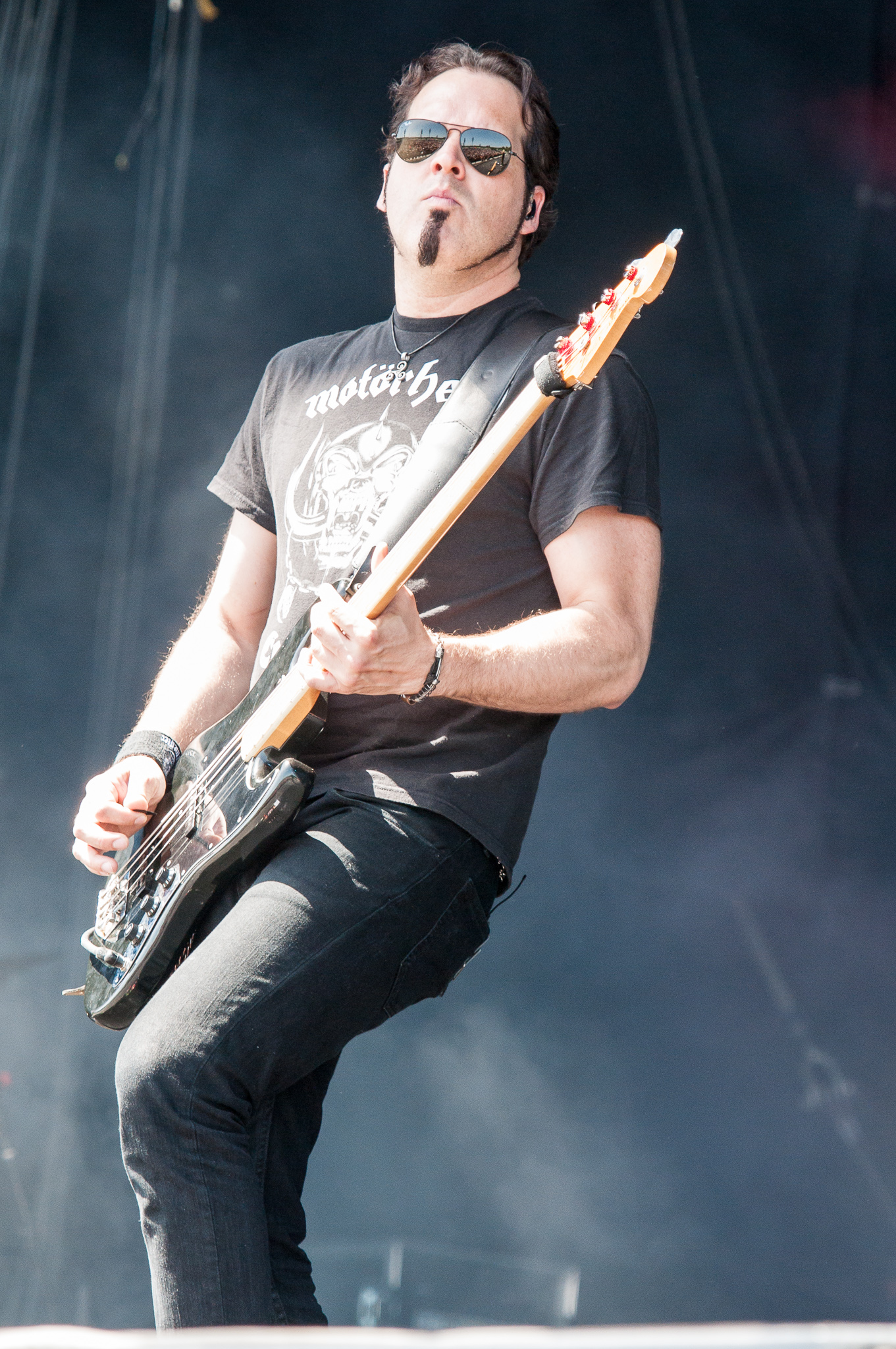
Mark Damon

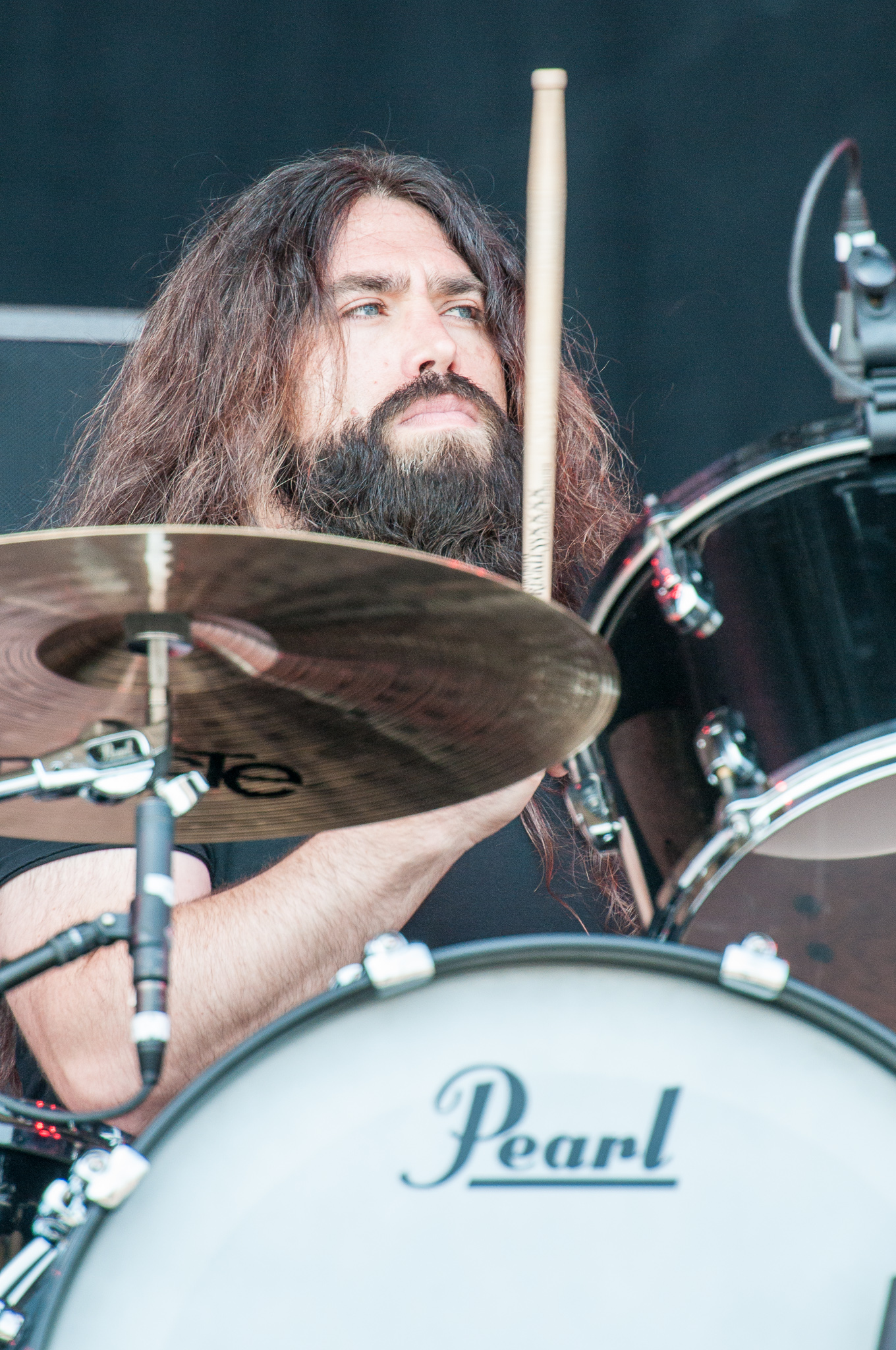
Jamie Perkins

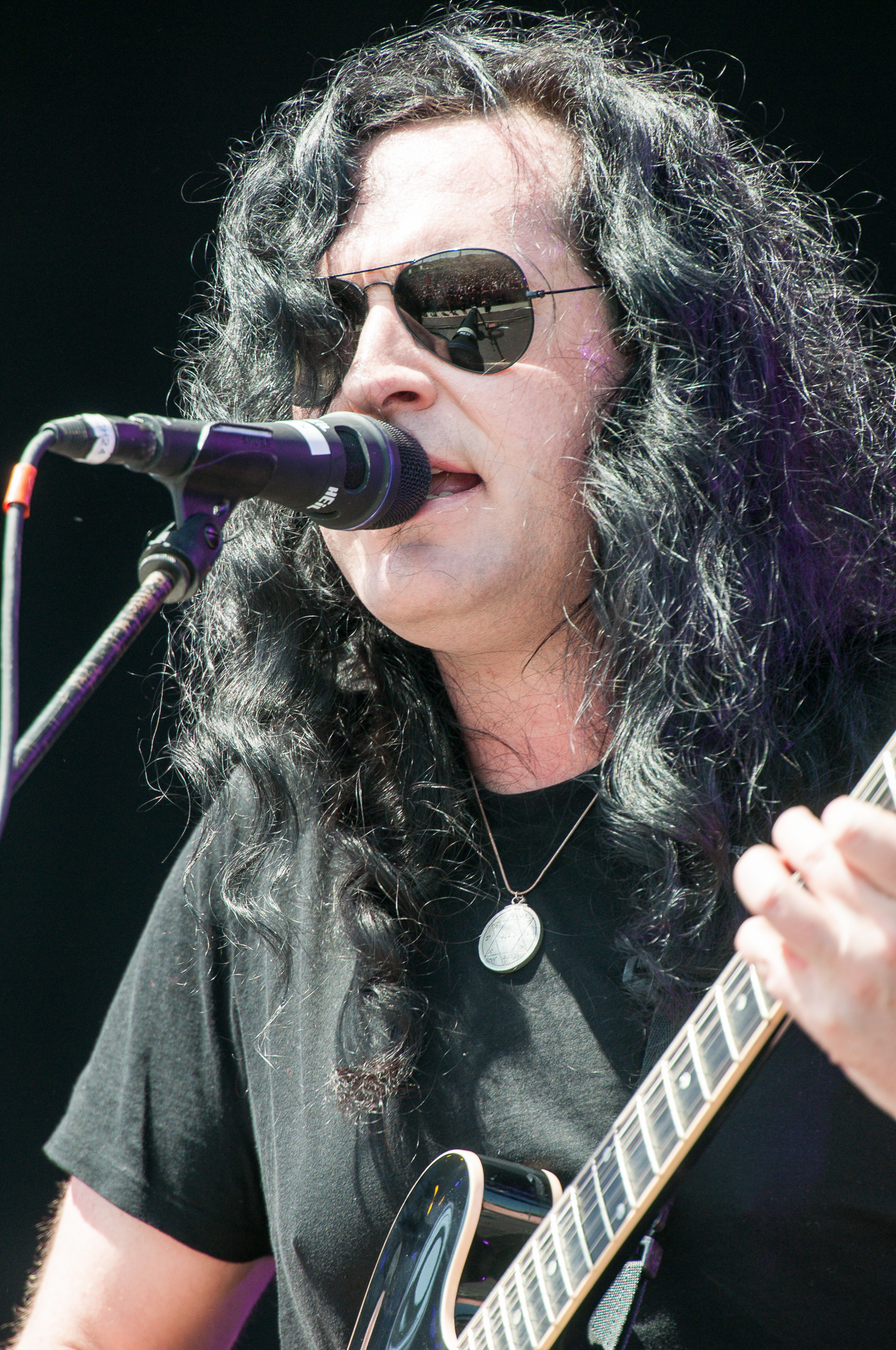
Ben Phillips

The Pretty Reckless é o EP de estreia da banda foi lançado em 22 de junho de 2010, pela Interscope. A revista Rolling Stone classificou o som como "genérico". Ele contém quatro músicas, três das quais podem ser encontradas em seu álbum de estreia:. "Make Me Wanna Die", "My Medicine" e "Goin 'Down". O primeiro single "Make Me Wanna Die" foi lançado em 13 de maio de 2010 no Reino Unido. Um vídeo viral foi lançada para promover o single, a versão oficial do video foi lançado em 15 de setembro de 2010.
O álbum foi vendido apenas fisicamente nas lojas Hot Topic ou no Vans Warped Tour.

### Light Me Up
Logo após assinar contrato com a gravadora Interscope, em maio de 2009, iniciaram a produção de seu primeiro álbum de estúdio, intitulado Light Me Up, que foi lançado em 30 de agosto de 2010. O lançamento de Light Me Up nos EUA foi adiado, lançado em fevereiro de 2011.
"Make Me Wanna Die" é escolhido para ser destaque na trilha sonora do filme Kick-Ass, é lançada como single em 17 de Maio de 2010 a canção foi oferecido como um download gratuito por tempo limitado para os fãs em seu site Interscope e estar no tracklist de seu primeiro álbum. Ele ficou em primeiro lugar nas paradas de rock do Reino Unido. É o primeiro single de seu álbum de estreia. Em 9 de Abril de 2010, eles se apresentaram no "Vans Warped Tour 2010 Kick-Off Party" e no festival de música The Bamboozle em 1 de Maio de 2010. O vídeo de "Make Me Wanna Die" é controverso e prejudica a América puritana. Momsen atua fazendo strip-tease algumas cenas foram censurados. Apesar na epoca de ter só dezesseis anos Taylor Momsen apresenta ser, sexy, rebelde e satânica e de pouco interesse do que as pessoas dizem sobre ela. Muitas vezes comparado a Courtney Love, é cada vez mais o novo ícone do rock.

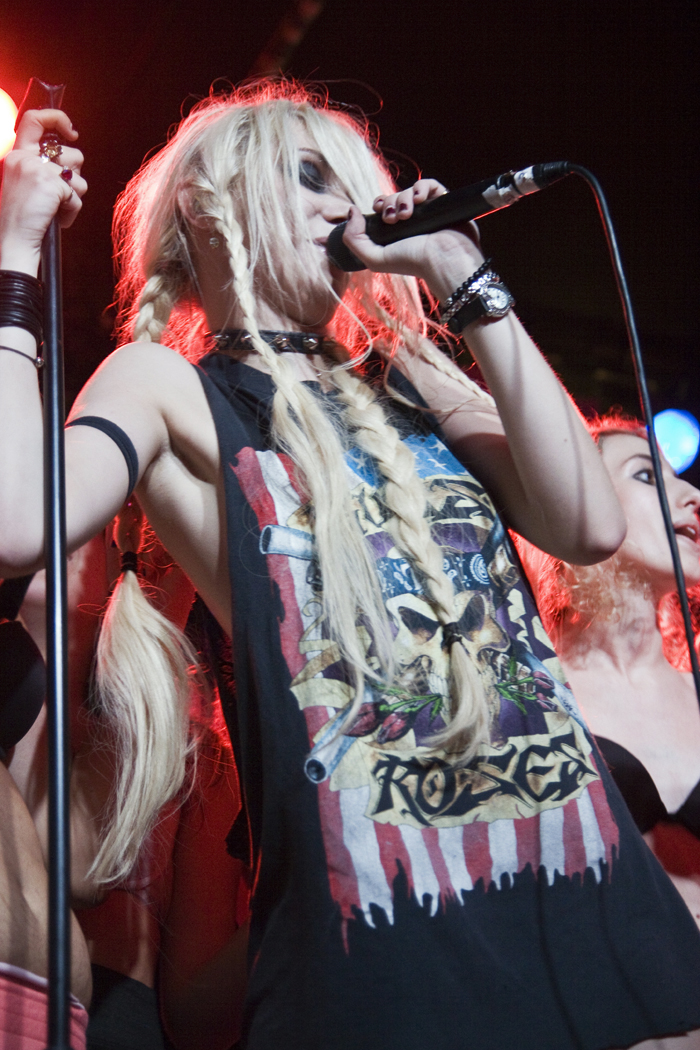
Taylor Momsen se apresentando no Razz 2 em Julio de 2011 na Italia.

"Light Me Up" chamou o esforço de “cheio de riffs de hard rock genérico e letras góticas”, no entanto, também disseram que a voz de Momsen – que a descreveram como “parede gutural que soa mais velha do que seus dezesseis  anos, era a coisa mais interessante sobre o álbum. O The Guardian também postou uma reação confusa, escrevendo que “The Pretty Reckless é exatamente o que seu nome diz – superficialmente sedutor, sugerindo brutalidade, em seus momentos mais calmos”.
Taylor Momsen disse:
| “ | "É mais pesado do que as pessoas esperam de mim, é Rock and Roll, é sexo, é drogas, é religião, é política. Cada música conta uma historia sobre tentativas, atribulações e conflitos emocionais que vivi ou observei." | ” |

"Miss Nothing" foi segundo sigle lançado em 9 de agosto de 2010 ele foi exibido exclusivamente na estação de rádio Britânica, BBC Radio 1, em 22 de julho de 2010. A banda apresentou-o como seu próximo single no Reino Unido depois de um show na Warped Tour. Um vídeo que foi lançado em 20 de julho no Vevo um tanto controverso. O clip mostra Taylor Momsen encarnar Maria Madalena na interpretação da Última Ceia de Jesus e seus 12 apóstolos. Na cinta-liga rastejando sobre a mesa e fazendo poses lascivas. O clipe é polêmico foi censurado em alguns países (anedota: as letras não estão incluídas no encarte do CD ao contrário dos outros). Neste clipe, você também pode ver os novos e antigos membros da banda.
O terceiro sigle "Just Tonight" foi lançado em novembro de 2010. O primeiro single lançado nos Estados Unidos foi oficialmente apenas "Just Tonigh", que foi o terceiro single lançado na Austrália e Reino Unido, entre outros países. O clipe é mais sóbrio, é nénamoins mais escura e inspirada no universo gótico. O clipe é postado no Vevo em 2 de novembro de 2010 responsáveis pelo sucesso do grupo dentro e fora dos Estados Unidos.
The Pretty Reckless apoiaram suas performances no Evanescence Tour foi à terceira turnê mundial de banda de rock americana Evanescence. A vocalista Taylor Momsen afirmou que ela era uma "grande fã do Evanescence, por isso é realmente emocionante estar abrindo para eles." A banda abriu para o Evanescence no histórico Hollywood Palladium, em Los Angeles. Momsen disse à MTV sobre Amy Lee: "Ela tem uma grande voz, ela é realmente doce", Lee disse com um sorriso, rindo, que sendo um dos primeiros shows de Momsen faz ela se sentir "velho, mas muito, muito lisonjeado". O grupo abriu o show do Guns N' Roses durante a turnê nos Estados Unidos no final de 2011.
16 de fevereiro de 2012, eles lançaram mais um vídeo para a canção "You", contido em um quadro mais simples e leve. 9 de março de 2012 lançou o vídeo para "My Medicine", onde Jenna Haze, atriz de filmes adultos participou nas cenas com Momsen em uma festa de controle como ela canta sobre estar sob a influência de álcool e drogas.
Mais tarde em 2012, Momsen apareceu em um vídeo completamente nu. No vídeo, intitulado "The Words - Under The Water", Taylor apareceu em um filme preto-e-branco, enquanto cita as letras como recitar um poema. No momento em que o vídeo termina, Taylor aparece sem suas roupas e suas partes íntimas censuradas.
Este álbum foi totalmente co-escrita por Taylor Momsen e Ben Phillips. Por exemplo, "Make Me Wanna Die" foi escrito durante a turnê com o The Veronicas. De acordo com Taylor Momsen, as suas palavras são interpretadas em nosso próprio caminho. Todo mundo pode ver o que eles querem, mas precisam procurar pistas sobre a vida pessoal da garota, tudo é muito metafórico e ninguém conseguia entender. Em entrevista à MTV Momsen relatou que a maioria das produções da banda são influênciadas por grupo como The Beatles, Oasis, Led Zeppelin e Nirvana e suas influências pessoais incluem Kurt Cobain e Joan Jett.

### Hit Me Like a Man EP
Seu segundo EP Hit Me Like a Man foi lançado em 6 de março de 2012. Ele apresenta três novas músicas, assim como versões ao vivo de duas músicas de seu álbum de estréia de 2010. Em 06 de outubro de 2012 "Frankenweenie Unleashed!" uma trilha sonora para o filme de Frankenweenie de 2012 foi liberado, a versão de Target que incluiu uma nova música do The Pretty Reckless chamado de "Only You". No dia 12 de outubro, um vídeo foi divulgado no qual Momsen fala a letra de "Under the Water". Em 9 de janeiro de 2013, Amp Rocha TV divulgou um vídeo de Taylor Momsen e Ben Phillips realizando uma versão acústica de "Cold Blooded".

### Going to Hell
Em Maio de 2012 Taylor Momsen anuncia que entrará em estúdio para gravar o segundo álbum. Em outubro de 2012, o estúdio da banda localizado em Nova Jersey foi destruído pelo Furacão Sandy, a banda teve que reiniciar o processo de gravação. Kill Me foi lançado no dia 11 de dezembro de 2012, a canção não faz parte do àlbum Going to Hell. A canção foi apresentada no final do episódio da série Gossip Girl.

"Going to Hell"

A banda disponibilizou um website goingtohell.xxx em 30 de maio de 2013  com o trailer de going to Hell, na epoca o site era atualizado toda "segundas-feiras", (Hell Monday) o dia mais infernal da semana. No dia seguinte, Momsen revela o nome do álbum.
Momsen acrescentou:
| “ | "Este não é um novo capítulo na vida da banda, é um novo livro [...] A banda amadureceu e nosso som evoluiu dramaticamente. O disco demorou quase um ano para fazer. É gratificante saber que é quase completo. Estou muito animada para começar uma nova música para os nossos fãs muito em breve". | ” |

"Follow Me Down" é a primeira faixa lançado do álbum Going to Hell, foi lançado acompanhado com um lyric vídeo em 17 de junho de 2013, a introdução da canção e interpretada por Jenna Haze. A banda divulgou uma prévia de dois minutos da música "Burn" no dia 1 de julho de 2013, que também estará em Going to Hell. Momsen anuncia em seu twitter que está passando por problemas legais de obtenção de "Hell Monday" a funcionar novamente. A banda anunciou que eles assinarão contrato com a gravadora Razor & Tie.
The Pretty Reckless inicia a sua terceira turnê Going to Hell Tour no dia 20 de setembro de 2013. A banda abriu shows do Fall Out Boy no inicio de 2014.
"Going to Hell" é o primeiro single oficial, e a faixa-título, do segundo álbum da banda estreou exclusivamente na REVOLVERMAG.com no dia 19 de setembro de 2013 e no Vevo, o single foi disponivil a compra no iTunes no dia 24 de setembro, mais tarde foi lançado o videoclipe no dia 16 de outubro de 2013, o clip traz vocalista Taylor Momsen em um ambiente dark simbolizando o inferno em ritmo pecaminoso e com rock and roll, gravado em um velho armazém abandonado que fica situado no Brooklyn, o conceito do video é retirado dos sete pecados capitais, a canção foi escrita depois da tragédia do Furacão Sandy, a vocalista afirma: o inferno é usado como uma metáfora na musica, "o inferno representa tudo à nossa volta que estar errado". Em 23 de outubro de 2013, AXS TV! divulgou um vídeo de Taylor Momsen e Ben Phillips realizando uma versão acústica da cação "Sweet Things" e do single "Going to Hell".
O single "Heaven Knows" estreou na SiriusXM’s Octane em 15 de novembro de 2013 mais tarde foi liberada para download digital no iTunes no dia 19 de novembro de 2013 nos Estados unidos. O lyric video da faixa foi divulgado em 16 de dezenbro de 2013 e é feita com imagens que os fãs da banda fizeram e compartilharam via Instagram. O clip ofical do sigle foi lançado no Vevo em 13 de fevereiro de 2013, o vídeo da música mostra um espetáculo dark com um grupo de crianças e adolescentes rebeldes e Taylor Momsen fica completamente nua e usa uma faixa preta para mostrar a forma da cruz que cobre as suas partes íntimas.
A Revista Revolver elegeu Taylor Momsen como a mulher mais quente do hard rock, ela saiu na edição dos meses fevereiro e março de 2014. O álbum Going to Hell foi lançado em 18 de março de 2014.
Em 17 de junho de 2014 a banda lança o video clip do single "Messed Up World" (F´d Up World) que assim como o antecessor chega ao numero 1 nas paradas de rock seguindo com "Follow me Down" que tambem atingiu o primeiro lugar nas paradas se tornando a primeira banda com vocal feminino a conseguir 3 Singles no topo das paradas de Hard Rock e Metal.

### Who You Selling For
Who You Selling For é o terceiro álbum de estúdio da banda estadunidense de rock alternativo The Pretty Reckless. Foi lançado mundialmente no dia 21 de outubro de 2016 pela gravadora Razor & Tie, sucedendo ao álbum Going to Hell (2014). Embora de início as vendas tenham sido inferiores às de Going to Hell, o disco foi muito bem recebido pela crítica e eleito um dos melhores álbuns de rock de 2016. O primeiro single do álbum, "Take me Down", chegou no topo do "Mainstream Rock" e tornou-se o quarto consecutivo da banda a ser número 1° na parada, fazendo do grupo o primeiro a ter 4 singles consecutivos no topo da história da Billboard. O segundo single do álbum e a faixa mais pesada do disco foi "Oh my God", que chegou à terceira posição nas paradas.
O álbum Death By Rock and Roll foi eleito pela Loudwire como o 6º melhor álbum de rock/metal de 2021.

## Turnês

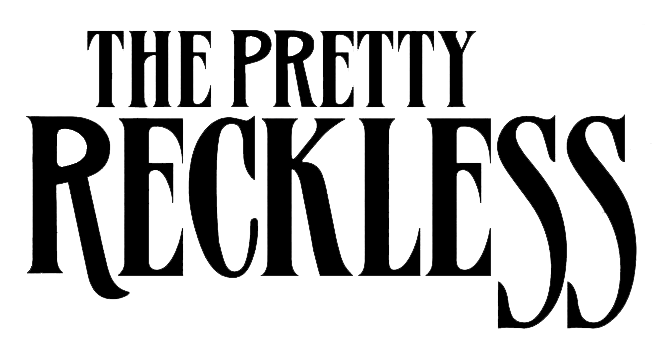
Logotipo oficial da banda The Pretty Reckless.

No dia 4 de Março de 2010 a banda fez um show no How I Produced The Record em Nova Iorque. No dia 25 de Janeiro de 2010 o site da Interscope Records confirmou a participação da banda no Bamboozle Music Festival junto com Paramore e a cantora Ke$ha. Logo depois a banda participa da grande Vans Warped Tour 2010 de Junho a Agosto de 2010. O site britânico DigitalSpy informou que no verão de 2010 o primeiro CD da banda seria lançado, tendo como primeiro single a canção Make Me Wanna Die. Make Me Wanna Die também foi usada como a música de abertura do desfile anual da marca Victoria's Secret, que aconteceu dia 9 de novembro de 2011. A banda abriu o V Festival, no Reino Unido em 2010. A banda embarcou em uma de quatro datas turnê pelo Reino Unido a partir de Glasgow, na Escócia, no Ballroom Barrowland em 13 de dezembro de 2010, apoiado por Francesqa.
Em 2011, a banda anunciou uma turnê em execução desde o início de fevereiro até o final de março. A banda apareceu no Download Festival, em junho. Em 11 de maio de 2011, foi anunciado que The Pretty Reckless estaria tomando parte na Revolução Soundwave, um festival de música Australiana. Este foi posteriormente cancelado, mas um pouco substituída por um mini-festival. No entanto, The Pretty Reckless viria a retirar-se. Durante o verão, a banda se apresentou em vários festivais Europeus, como o Rock Am Ring em junho, Rock Werchter em 2 de julho, na Bélgica, Wireless Festival em 3 de julho, Montreux Jazz Festival, em Montreux, Suíça, em 04 de julho e T in the Park em 10 de julho na Escócia. Em 6 de agosto de 2011, a banda se apresentou no festival Lollapalooza 2011, em Chicago, Illinois. Em 27 de julho de 2011, Taylor Momsen anunciou via Twitter que a banda estará em turnê com o Evanescence como o ato de apoio durante o outono de 2011. Eles abriram vários shows do Evanescence em outubro e novembro, com dois shows no HMV Hammersmith Apollo, em Londres, entre outros. Em 8 de outubro de 2011, a banda se apresentou no Tulsa State Fair 2011, em Tulsa, Oklahoma. Em 26 de outubro de 2011, a banda se apresentou na boate Ritual em Ottawa, Ontário.
Em janeiro de 2012, a banda lançou datas de sua segunda turnê, The Medicine Tour. Diretamente abrindo shows de Marilyn Manson em sua turnê atual, Hey Cruel World... Tour. Em julho de 2012, The Pretty Reckless chegou à Argentina pela primeira vez, o show  foi em 29 de julho, em Buenos Aires e depois passaram pelo Brasil. Em setembro de 2012, The Pretty Reckless se apresentou no Bazooka Rocks Festival em Manila, Filipinas. The Medicine Tour terminou com o seu desempenho no "Bazooka Rocks Festival" em 30 de setembro de 2012.
Em 20 de setembro de 2013, a banda iniciar a sua terceira turnê Going to Hell Tour na América do Norte. O primeiro show aconteceu no "The Paramount", em Huntington, NY e foi até o dia 11 de novembro de 2013. Depois de uma pausa The Pretty Reckless abrirá shows do Fall Out Boy em março de 2014 na europa.

## Apresentações

### No Brasil
O The Pretty Reckless chegou ao Brasil pela primeira vez em agosto de 2012. O primeiro show da banda no país foi em 3 de agosto em Curitiba, em 4 de agosto em São Paulo e em 5 de agosto no Rio de Janeiro.
A euforia dos fãs foi tanta que esgotou os ingressos para o show do The Pretty Reckless em São Paulo.
Em 2014 Taylor Momsen concedeu uma entrevista ao jornal O Globo, na entrevista ela defendeu a cantora canadense Avril Lavigne que causou polêmica, por supostamente seus fãs terem sido proibidos de tocá-la ou abraçá-la durante o seu meet & greet (encontro pago com os artistas). na mesma entrevista Taylor Momsen afirmou que viria ao Brasil ainda naquele ano.
A banda só retornou ao brasil em 2017 para 4 shows, um deles ocorrido 10 de março em São Paulo.
ocorreria também um show ao vivo no palco sunset do Rock in Rio porém o show acabou sendo cancelado.

### Em Portugal
O The Pretty Reckless ia fazer um único concerto em Portugal no dia 8 de julho no festival Optimus Alive. Mas o show acabou sendo cancelado. Taylor Momsen mais tarde escreveu em sua conta na rede de microblogging Twitter, que o show em Portugal havia sido cancelado por "problemas estruturais". Taylor também pediu muitas desculpas aos portugueses afirmando que iria fazer de tudo para voltar ao país.

## Integrantes
| Formação atual - Taylor Momsen – vocal, guitarra rítmica (2009–presente) - Ben Phillips – guitarra solo, vocal de apoio (2010–presente) - Mark Damon – baixo (2010–presente) - Jamie Perkins – bateria, percussão (2010–presente) | Ex-membros - John Secolo – guitarra solo (2009) - Matt Chiarelli – baixo (2009) - Nick Carbone – bateria, percussão (2009) |

## Tours
- Light Me Up Tour - 112 shows (2010–2012)
- The Medicine Tour - 59 shows (2012)
- Parte da Warped Tour 2010 - 41 shows (2010)
- Suporte para The Evanescence Tour - 25 shows (2011) (como parte da "Light Me Up Tour")
- Suporte para Guns N' Roses' Chinese Democracy Tour - 3 shows (2011) (como parte da "Light Me Up Tour")
- Suporte para Marilyn Manson's Hey Cruel World... Tour - 17 shows (2012) (como parte da "The Medicine Tour")
- Going to Hell Tour - (2013 - presente)

## Discografia

### Álbuns de estúdio
| Ano  | Detalhes do álbum                                                                                                | Posições | Posições | Posições |
| Ano  | Detalhes do álbum                                                                                                | IRL      | UK       | AUS      |
| ---- | --- | -------- | -------- | -------- |
| 2010 | Light Me Up - Lançado em: 30 de Agosto, 2010 - Gravadora: Interscope - Formato: CD, download digital             | 18       | 6        | 71       |
| 2014 | Going to Hell - Lançado em: 18 de março, 2014 - Gravavadora: Razor & Tie - Formato: CD, download digital, Vinil  | 45       | 8        | 20       |
| 2016 | Who You Selling For - Lançado em: 21 de outubro, 2016 - Gravavadora: Razor & Tie - Formato: CD, download digital | 1        | –        | 33       |

## Prêmios e nomeações
| Ano  | Prêmio                         | Categoria              | Trabalho Nomeado | Resultado |
| ---- | ------------------------------ | ---------------------- | ---------------- | --------- |
| 2010 | Virgin Media Music Award       | Melhor Banda           | N/D              | Indicado  |
| 2010 | Virgin Media Music Award       | Melhor Voz             | N/D              | Indicado  |
| 2012 | Revolver                       | Canção do ano          | "Kill Me"        | Indicado  |
| 2017 | Alternative Press Music Awards | Melhor Banda Hard Rock |                  | Venceu    |